# Sybra egumensis
Sybra egumensis là một loài bọ cánh cứng trong họ Cerambycidae.